# Наджафзаде, Саид Али оглы
Саид Али оглы Наджафзаде (азерб. Səid Əli oğlu Nəcəfzadə; род. 14 января 1999, Сумгаит) — азербайджанский параатлет, выступающий в категории T12 (слабовидящие), победитель летних Паралимпийских игр 2024 в Париже, бронзовый призёр летних Паралимпийских игр 2020 в Токио и чемпионата мира по параатлетике 2023 года в Париже, чемпион мира 2024 года и чемпион Европы 2021 года.

## Биография
Саид Али оглы Наджафзаде родился 14 января 1999 года в городе Сумгаит. В 10 лет начал заниматься лёгкой атлетикой в своём родном городе. Мать Наджафзаде также занималась лёгкой атлетикой.
Саид Наджафзаде окончил Азербайджанскую государственную академию физической культуры и спорта.
В мае 2016 года, представляя спортивную школу «Умид», выиграл чемпионат города Баку в тройном прыжке.
В июле 2019 года выиграл серебряную медаль в прыжках в длину на Гран-при в Тунисе, показав результат в 6,80 м.
В июне 2021 года с результатом в 6,97 выиграл чемпионат Европы в польском городе Быдгощ.
В августе 2021 году на летних Паралимпийских играх в Токио Саид Наджафзаде в прыжках в длину завоевал бронзовую медаль, показав результат в 7,03 м.
Распоряжением президента Азербайджанской Республики Ильхама Алиева от 6 сентября 2021 года Саид Наджафзаде за высокие достижения на XVI летних Паралимпийских играх в Токио и заслуги в развитии азербайджанского спорта был награждён орденом «За службу Отечеству III степени».
В мае 2023 года Саид Наджафзаде стал чемпионом в прыжках в длину на Гран-при в швейцарском Ноттвиле, показав результат в 7,06 м.
В июле 2023 года в Париже с результатом 7,11 метра стал бронзовым призёром чемпионата мира в прыжках в длину категории T12, завоевав также лицензию на Паралимпийские игры 2024
В мае 2024 года в японском городе Кобе выиграл чемпионат мира в прыжках в длину в категории T12 с результатом 7,30 метра.
В сентябре 2024 года на летних Паралимпийских играх в Париже в финале категории T12 Наджафзаде прыгнул на 7,27 метра и выиграл золотую медаль, опередив ближайшего преследователя действующего рекордсмена мира Дониёра Салиева из Узбекистана на 0,11 метра.
Распоряжением президента Азербайджанской Республики Ильхама Алиева от 10 сентября 2024 года Саид Наджафзаде за высокие достижения на XVII летних Паралимпийских играх в городе Париж Франции и заслуги в развитии азербайджанского спорта был награждён орденом «За службу Отечеству» I степени. Указом президента, датированным тем же днем, ему также была присуждена денежная премия в размере 200 000 манатов за первое место на Паралимпийских играх, а его тренер получил премию в размере 100 000 манатов.

## Ссылка
- Профиль на сайте olympics.com